# Episodi di Lucy Show (terza stagione)
La terza stagione della serie televisiva Lucy Show (The Lucy Show) è andata in onda negli Stati Uniti dal 21 settembre 1964 al 12 aprile 1965 sulla CBS.
| nº | Titolo originale                  | Prima TV USA      | Titolo italiano | Prima TV Italia |
| -- | --------------------------------- | ----------------- | --------------- | --------------- |
| 1  | Lucy and the Good Skate           | 21 settembre 1964 |                 |                 |
| 2  | Lucy and the Plumber              | 28 settembre 1964 |                 |                 |
| 3  | Lucy and the Winter Sports        | 5 ottobre 1964    |                 |                 |
| 4  | Lucy Gets Amnesia                 | 12 ottobre 1964   |                 |                 |
| 5  | Lucy and the Great Bank Robbery   | 19 ottobre 1964   |                 |                 |
| 6  | Lucy, the Camp Cook               | 25 ottobre 1964   |                 |                 |
| 7  | Lucy, the Meter Maid              | 2 novembre 1964   |                 |                 |
| 8  | Lucy Makes a Pinch                | 9 novembre 1964   |                 |                 |
| 9  | Lucy Becomes a Father             | 16 novembre 1964  |                 |                 |
| 10 | Lucy's Contact Lenses             | 23 novembre 1964  |                 |                 |
| 11 | Lucy Gets Her Maid                | 30 novembre 1964  |                 |                 |
| 12 | Lucy Gets the Bird                | 7 dicembre 1964   |                 |                 |
| 13 | Lucy, the Coin Collector          | 14 dicembre 1964  |                 |                 |
| 14 | Lucy and the Missing Stamp        | 21 dicembre 1964  |                 |                 |
| 15 | Lucy Meets Danny Kaye             | 28 dicembre 1964  |                 |                 |
| 16 | Lucy and the Ceramic Cat          | 11 gennaio 1965   |                 |                 |
| 17 | Lucy Goes to Vegas                | 18 gennaio 1965   |                 |                 |
| 18 | Lucy and the Monsters             | 25 gennaio 1965   |                 |                 |
| 19 | Lucy and the Countess             | 1º febbraio 1965  |                 |                 |
| 20 | My Fair Lucy                      | 8 febbraio 1965   |                 |                 |
| 21 | Lucy and the Countess Lose Weight | 15 febbraio 1965  |                 |                 |
| 22 | Lucy and the Old Mansion          | 1º marzo 1965     |                 |                 |
| 23 | Lucy and Arthur Godfrey           | 8 marzo 1965      |                 |                 |
| 24 | Lucy the Beauty Doctor            | 22 marzo 1965     |                 |                 |
| 25 | Lucy the Stockholder              | 29 marzo 1965     |                 |                 |
| 26 | Lucy and the Disc Jockey          | 12 aprile 1965    |                 |                 |

## Lucy and the Good Skate
- Prima televisiva: 21 settembre 1964
- Diretto da: Jack Donohue

### Trama
- Guest star: Charles Drake (assistente di Walter Kendricks)

## Lucy and the Plumber
- Prima televisiva: 28 settembre 1964
- Diretto da: Jack Donohue

### Trama
- Guest star: Jack Benny (Harry Tuttle), Bob Hope (Tuttle), Tom G. Linder (Mr. Krause), Stafford Repp (Joe Melvin)

## Lucy and the Winter Sports
- Prima televisiva: 5 ottobre 1964
- Diretto da: Jack Donohue

### Trama
- Guest star: Keith Andes (Bill King)

## Lucy Gets Amnesia
- Prima televisiva: 12 ottobre 1964
- Diretto da: Jack Donohue

### Trama
- Guest star: Max Showalter (Vinny Myers)

## Lucy and the Great Bank Robbery
- Prima televisiva: 19 ottobre 1964
- Diretto da: Jack Donohue

### Trama
- Guest star: John Williams (Gordon Bentley), Lloyd Corrigan (Carter Harrison)

## Lucy, the Camp Cook
- Prima televisiva: 25 ottobre 1964
- Diretto da: Jack Donohue

### Trama
- Guest star: Madge Blake (Woman Driver), Harvey Korman (Counselor)

## Lucy, the Meter Maid
- Prima televisiva: 2 novembre 1964
- Diretto da: Jack Donohue

### Trama
- Guest star: Parley Baer (giudice)

## Lucy Makes a Pinch
- Prima televisiva: 9 novembre 1964
- Diretto da: Jack Donohue

### Trama
- Guest star: Jack Kelly (Bill Baker), John Harmon (Green Scarf Louie)

## Lucy Becomes a Father
- Prima televisiva: 16 novembre 1964
- Diretto da: Jack Donohue

### Trama
- Guest star: Hal Smith, Cliff Norton

## Lucy's Contact Lenses
- Prima televisiva: 23 novembre 1964
- Diretto da: Jack Donohue

### Trama
- Guest star: Ted Eccles

## Lucy Gets Her Maid
- Prima televisiva: 30 novembre 1964
- Diretto da: Jack Donohue

### Trama
- Guest star: Norma Varden (Mrs. Van Vlack)

## Lucy Gets the Bird
- Prima televisiva: 7 dicembre 1964
- Diretto da: Jack Donohue

### Trama
- Guest star: Mel Blanc (Greenback)

## Lucy, the Coin Collector
- Prima televisiva: 14 dicembre 1964
- Diretto da: Jack Donohue

### Trama
- Guest star: Tex Brodus (Sewer Worker), James Gonzalez (sportellista della banca), Ray Kellogg (poliziotto), Monya Andre (Miss Ferguson), William Meader (sportellista della banca), Sid Gould (amico)

## Lucy and the Missing Stamp
- Prima televisiva: 21 dicembre 1964
- Diretto da: Jack Donohue

### Trama
- Guest star: Sid Gould (Mail Clerk), Karl Lukas (Mail Sorter), Mabel Albertson (Mrs. White), Robert Carson (Bennett), Nestor Paiva (Perkins), Flip Mark (Junior White), Herb Vigran (postino)

## Lucy Meets Danny Kaye
- Prima televisiva: 28 dicembre 1964
- Diretto da: Jack Donohue

### Trama
- Guest star: Danny Kaye (se stesso)

## Lucy and the Ceramic Cat
- Prima televisiva: 11 gennaio 1965
- Diretto da: Jack Donohue
- Scritto da: Ray Singer, Dick Chevillat

### Trama
- Guest star: Sid Gould (commesso/a), William Meader (cassiere), Larry Dean (Mechanical Man), John J. Fox (poliziotto), Karen Norris (Sales Girl), Gail Bonney (cliente)

## Lucy Goes to Vegas
- Prima televisiva: 18 gennaio 1965
- Diretto da: Jack Donohue

### Trama
- Guest star: Jim Davis (Casino Manager)

## Lucy and the Monsters
- Prima televisiva: 25 gennaio 1965
- Diretto da: Jack Donohue

### Trama
- Guest star: Shepherd Sanders (Count Dracula), George Barrows (Gorilla), Sid Haig (Mummy), Jan Arvan ("Head"), Bob Burns (Werewolf), James Gonzalez (Morris Chair)

## Lucy and the Countess
- Prima televisiva: 1º febbraio 1965
- Diretto da: Jack Donohue

### Trama
- Guest star: Ann Sothern (Rosie Harrigan/Countess Framboise)

## My Fair Lucy
- Prima televisiva: 8 febbraio 1965
- Diretto da: Jack Donohue

### Trama
- Guest star: Ann Sothern (Rosie Harrigan/Countess Framboise), Byron Foulger (Mr. Dunbar), Reta Shaw (Mrs. Dunbar)

## Lucy and the Countess Lose Weight
- Prima televisiva: 15 febbraio 1965
- Diretto da: Jack Donohue

### Trama
- Guest star: Ann Sothern (Rosie Harrigan/Countess Framboise)

## Lucy and the Old Mansion
- Prima televisiva: 1º marzo 1965
- Diretto da: Jack Donohue

### Trama
- Guest star: Ann Sothern (Rosie Harrigan/Countess Framboise)

## Lucy and Arthur Godfrey
- Prima televisiva: 8 marzo 1965
- Diretto da: Jack Donohue

### Trama
- Guest star: Arthur Godfrey (se stesso)

## Lucy the Beauty Doctor
- Prima televisiva: 22 marzo 1965
- Diretto da: Jack Donohue

### Trama
- Guest star: Tommy Farrell (Pete Murdock), Steven Geray (dottor Fleisher)

## Lucy the Stockholder
- Prima televisiva: 29 marzo 1965
- Diretto da: Jack Donohue

### Trama
- Guest star: Carole Cook (Mrs. Valance), Sid Gould (Mr. Sommer), Elliott Reid (dottor Oscar Kurtzman), Harvey Korman (Mr. Phillips), Lynne Allen (Miss Thompson)

## Lucy and the Disc Jockey
- Prima televisiva: 12 aprile 1965
- Diretto da: Jack Donohue

### Trama
- Guest star: Pat Harrington, Jr. (Gordon Felson)